# USS Carter (DE-112)
USS Carter (DE-112) là một tàu hộ tống khu trục lớp Cannon từng phục vụ cùng Hải quân Hoa Kỳ trong Chiến tranh Thế giới thứ hai. Nó là chiếc tàu chiến duy nhất của Hải quân Hoa Kỳ được đặt cái tên này, theo tên Hạ sĩ quan Jack Carter (1922-1942), người đã tử trận trong chiến dịch đổ bộ lên Casablanca ngày 10 tháng 11, 1942 và được truy tặng Huân chương Không lực. Nó đã phục vụ cho đến khi chiến tranh kết thúc, xuất biên chế năm 1946, rồi được chuyển cho Đài Loan năm 1950, và tiếp tục phục vụ cùng Hải quân Trung Hoa dân quốc như là chiếc ROCS Taizhao  (DE-26) (太昭 - Hán-Việt: Thái Chiêu) cho đến năm 1973; con tàu bị tháo dỡ sau đó. Carter được tặng thưởng một Ngôi sao Chiến trận do thành tích phục vụ trong Thế Chiến II.

## Thiết kế và chế tạo
Lớp Cannon có thiết kế hầu như tương tự với lớp Buckley dẫn trước; khác biệt chủ yếu là ở hệ thống động lực Kiểu DET (diesel electric tandem). Các động cơ diesel đặt nối tiếp nhau dẫn động máy phát điện để cung cấp điện năng quay trục chân vịt cho con tàu. Động cơ diesel có ưu thế về hiệu suất sử dụng nhiên liệu, giúp cho lớp Cannon cải thiện được tầm xa hoạt động, nhưng đánh đổi lấy tốc độ chậm hơn.
Vũ khí trang bị bao gồm ba pháo 3 in (76 mm)/50 cal trên tháp pháo nòng đơn có thể đối hạm hoặc phòng không, một khẩu đội pháo phòng không Bofors 40 mm nòng đôi và tám pháo phòng không Oerlikon 20 mm. Vũ khí chống ngầm bao gồm một dàn súng cối chống tàu ngầm Hedgehog Mk. 10 (có 24 nòng và mang theo 144 quả đạn); hai đường ray Mk. 9 và tám máy phóng K3 Mk. 6 để thả mìn sâu. Con tàu vẫn giữ lại ba ống phóng ngư lôi Mark 15 21 inch (533 mm). Thủy thủ đoàn đầy đủ bao gồm 15 sĩ quan và 201 thủy thủ.
Carter được đặt lườn tại xưởng tàu của hãng Dravo Corporation ở Wilmington, Delaware vào ngày 19 tháng 11, 1943. Nó được hạ thủy vào ngày 29 tháng 2, 1944, được đỡ đầu bởi bà Evelyn Carter Patterson, cô của hạ sĩ quan Carter, và nhập biên chế cùng Hải quân Hoa Kỳ vào ngày 3 tháng 5, 1944 dưới quyền chỉ huy của Hạm trưởng, Thiếu tá Hải quân Francis John Torrence Baker.

## Lịch sử hoạt động

### USSCarter
Sau khi trình diện để phục vụ cùng Hạm đội Đại Tây Dương, Carter khởi hành từ New York vào ngày 21 tháng 7, 1944 hộ tống một đoàn tàu vận tải vượt Đại Tây Dương để hướng sang Bizerte, Tunisia tại Bắc Phi. Sau khi quay trở về New York vào ngày 18 tháng 9, nó hoạt động huấn luyện tại khu vực Casco Bay, Maine trước khi đi đến Jamaica hộ tống chiếc tàu buôn Pháp Cuba đi New York. Nó chuyển sang nhiệm vụ huấn luyện thủy thủ đoàn các tàu hộ tống khu trục trong tương lai trước khi lên đường cho chuyến hộ tống vận tải vượt Đại Tây Dương thứ hai để hướng sang Oran, Algérie; nó quay trở về Boston, Massachusetts vào ngày 20 tháng 1, 1945.
Từ đó cho đến khi chiến tranh chấm dứt, Carter chuyển sang vai trò tuần tra chống tàu ngầm từ khu vực Casco Bay. Vào ngày 22 tháng 4, nó bắt được tín hiệu sonar một mục tiêu nghi ngờ, và đã cùng tàu hộ tống khu trục Neal A. Scott (DE-769) phối hợp tấn công bằng súng cối chống tàu ngầm Hedgehog đánh chìm được chiếc tàu ngầm U-boat Đức U-518 tại tọa độ 43°26′B 38°23′T / 43,433°B 38,383°T. Sau khi Đức quốc xã đã thua trận tại châu Âu, vào ngày 9 tháng 5, nó bắt gặp U-858 giữa biển và đã hộ tống chiếc tàu ngầm khi đến khu vực đầu hàng được chỉ định. Đội của nó cũng bắt được tàu ngầm U-284 đang tìm cách trốn sang Nhật Bản cùng với một thiếu tướng Đức, các sĩ quan Nhật Bản cùng những hàng hóa quan trọng trên tàu. Carter đã áp giải tù binh đi đến cảng Portsmouth, New Hampshire vào ngày 17 tháng 5.
Sau khi quay trở lại New York, Trong giai đoạn từ ngày 20 tháng 5 đến ngày 10 tháng 6, Carter phục vụ canh phòng máy bay cho hoạt động huấn luyệb chuẩn nhận phi công của các tàu sân bay tại vùng biển Florida. Khi chiến tranh chấm dứt tại Viễn Đông, nó đi đến Green Cove Springs, Florida vào ngày 8 tháng 11, và được cho xuất biên chế tại đây vào ngày 10 tháng 4, 1946, được đưa về thành phần dự bị thuộc Hạm đội Dự bị Đại Tây Dương.

### ROCSTaizhao(DE-26)
Vào ngày 14 tháng 12, 1948, con tàu được chuyển cho Trung Hoa dân quốc và nhập biên chế cùng Hải quân Trung Hoa Dân quốc như là chiếc ROCS Taizhao (DE-26) (太昭 - Hán-Việt: Thái Chiêu). Khi phe Quốc dân Đảng thua trận trong cuộc nội chiến với phe Cộng sản tại lục địa vào năm 1949, con tàu đã cùng với những lực lượng quân đội còn lại rút lui về đảo Đài Loan. Vào ngày 13 tháng 2, 1951, theo lệnh trực tiếp của Tổng thống Tưởng Giới Thạch, con tàu đã tham gia vào hoạt động phong tỏa các cảng Trung Quốc, và chiếm giữ chiếc tàu chở hàng dân sự Na Uy Hoi Houw tại tọa độ 24°13′0″B 123°18′0″Đ / 24,21667°B 123,3°Đ, trong vùng lãnh hải của quần đảo Yaeyama thuộc Nhật Bản. Con tàu được cho rút tên khỏi danh sách Đăng bạ Hải quân vào tháng 12, 1973 và bị tháo dỡ sau đó.

## Phần thưởng
Carter được tặng thưởng một Ngôi sao Chiến trận do thành tích phục vụ trong Thế Chiến II.
|  | Bronze star |

| Huân chương Chiến dịch Hoa Kỳ | Huân chương Chiến dịch Châu Âu-Châu Phi-Trung Đông với 1 Ngôi sao Chiến trận | Huân chương Chiến thắng Thế Chiến II |